# Premi César 2001

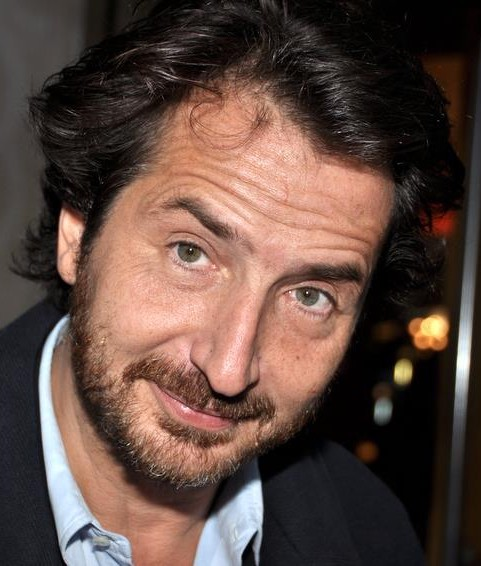
Édouard Baer presentatore della cerimonia

La cerimonia di premiazione della 26ª edizione dei Premi César si è svolta il 24 febbraio 2001 al Théâtre des Champs-Élysées di Parigi. È stata presieduta da Daniel Auteuil e presentata da Édouard Baer. È stata trasmessa da Canal+.
I film che hanno ottenuto il maggior numero di candidature (nove) e vinto il maggior numero di premi (quattro) sono stati Il gusto degli altri (Le goût des autres) di Agnès Jaoui e Harry, un amico vero (Harry, un ami qui vous veut du bien) di Dominik Moll.

## Vincitori e candidati
I vincitori sono indicati in grassetto, a seguire gli altri candidati.

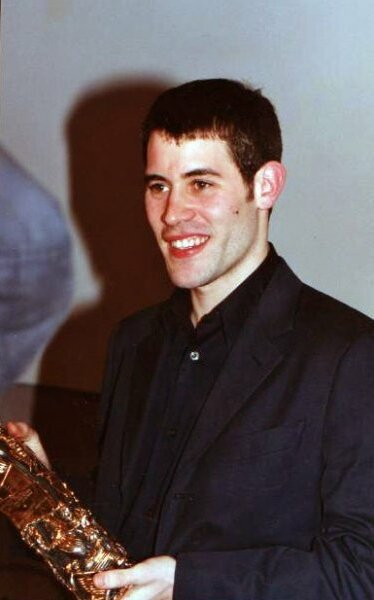
Jalil Lespert con il César ricevuto come migliore promessa maschile

### Miglior film
- Il gusto degli altri (Le Goût des autres), regia di Agnès Jaoui
- Un affare di gusto (Une affaire de goût), regia di Bernard Rapp
- Les Blessures assassines, regia di Jean-Pierre Denis
- Harry, un amico vero (Harry, un ami qui vous veut du bien), regia di Dominik Moll
- Saint-Cyr, regia di Patricia Mazuy

### Miglior regista
- Dominik Moll - Harry, un amico vero (Harry, un ami qui vous veut du bien)
- Jean-Pierre Denis - Les Blessures assassines
- Agnès Jaoui - Il gusto degli altri (Le Goût des autres)
- Mathieu Kassovitz - I fiumi di porpora (Les Rivières pourpres)
- Patricia Mazuy - Saint-Cyr

### Miglior attore
- Sergi López - Harry, un amico vero (Harry, un ami qui vous veut du bien)
- Jean-Pierre Bacri - Il gusto degli altri (Le goût des autres)
- Charles Berling - Les destinées sentimentales
- Bernard Giraudeau - Un affare di gusto (Une affaire de goût)
- Pascal Greggory - La confusion des genres

### Miglior attrice
- Dominique Blanc - Stand-by
- Emmanuelle Béart - Les destinées sentimentales
- Juliette Binoche - L'amore che non muore (La veuve de Saint-Pierre)
- Isabelle Huppert - Saint-Cyr
- Muriel Robin - Marie-Line

### Migliore attore non protagonista
- Gérard Lanvin - Il gusto degli altri (Le goût des autres)
- Alain Chabat - Il gusto degli altri (Le goût des autres)
- Jean-Pierre Kalfon - Saint-Cyr
- Emir Kusturica - L'amore che non muore (La veuve de Saint-Pierre)
- Lambert Wilson - Jet Set

### Migliore attrice non protagonista
- Anne Alvaro - Il gusto degli altri (Le goût des autres)
- Jeanne Balibar - Domani andrà meglio (Ça ira mieux demain)
- Agnès Jaoui - Il gusto degli altri (Le goût des autres)
- Mathilde Seigner - Harry, un amico vero (Harry, un ami qui vous veut du bien)
- Florence Thomassin - Un affare di gusto (Une affaire de goût)

### Migliore promessa maschile
- Jalil Lespert - Risorse umane (Ressources humaines)
- Jean-Pierre Lorit - Un affare di gusto (Une affaire de goût)
- Boris Terral - Le roi danse
- Cyrille Thouvenin - La confusion des genres
- Malik Zidi - Gocce d'acqua su pietre roventi (Gouttes d'eau sur pierres brûlantes)

### Migliore promessa femminile
- Sylvie Testud - Les Blessures assassines
- Bérénice Bejo - Meilleur espoir féminin
- Sophie Guillemin - Harry, un amico vero (Harry, un ami qui vous veut du bien)
- Isild Le Besco - Sade
- Julie-Marie Parmentier - Les Blessures assassines

### Migliore sceneggiatura originale o miglior adattamento
- Agnès Jaoui e Jean-Pierre Bacri - Il gusto degli altri (Le goût des autres)
- Laurent Cantet e Gilles Marchand - Risorse umane (Ressources humaines)
- Dominik Moll e Gilles Marchand - Harry, un amico vero (Harry, un ami qui vous veut du bien)
- Gilles Taurand e Bernard Rapp - Un affare di gusto (Une affaire de goût)
- Yves Thomas e Patricia Mazuy - Saint-Cyr

### Migliore fotografia
- Agnès Godard - Beau Travail
- Thierry Arbogast - I fiumi di porpora (Les rivières pourpres)
- Éric Gautier - Les destinées sentimentales

### Miglior montaggio
- Yannick Kergoat - Harry, un amico vero (Harry, un ami qui vous veut du bien)
- Hervé de Luze - Il gusto degli altri (Le goût des autres)
- Maryline Monthieux - I fiumi di porpora (Les rivières pourpres)

### Migliore scenografia
- Jean Rabasse - Vatel
- Thierry François - Saint-Cyr
- Katia Wyszkop - Les destinées sentimentales

### Migliori costumi
- Edith Vesperini e Jean-Daniel Vuillermoz - Saint-Cyr
- Olivier Bériot - Le roi danse
- Yvonne Sassinot de Nesle - Vatel

### Migliore musica
- Tomatito, Sheikh Ahmad Al Tuni, La Caita e Tony Gatlif - Vengo - Demone Flamenco (Vengo - Dunde del viento)
- John Cale - Saint-Cyr
- Bruno Coulais - I fiumi di porpora (Les rivières pourpres)
- David Whitaker - Harry, un amico vero (Harry, un ami qui vous veut du bien)

### Miglior sonoro
- François Maurel, Gérard Lamps e Gérard Hardy - Harry, un amico vero (Harry, un ami qui vous veut du bien)
- Henri Morelle e Dominique Dalmasso - Le roi danse
- Vincent Tulli e Cyril Holtz - I fiumi di porpora (Les rivières pourpres)

### Miglior film straniero
- In the Mood for Love (Fa yeung nin wa), regia di Wong Kar-wai
- American Beauty, regia di Sam Mendes
- Billy Elliot, regia di Stephen Daldry
- Dancer in the Dark, regia di Lars von Trier
- Yi Yi - e uno... e due... (Yi Yi), regia di Edward Yang

### Migliore opera prima
- Risorse umane (Ressources humaines), regia di Laurent Cantet
- UnEasy Riders (Nationale 7), regia di Jean-Pierre Sinapi
- Scènes de crimes, regia di Frédéric Schoendoerffer
- La squale, regia di Fabrice Genestal
- Stand-by, regia di Roch Stéphanik

### Miglior cortometraggio
- Un petit air de fête, regia di Eric Guirado ex aequo Salām, regia di Souad El-Bouhati
- Au bout du monde, regia di Konstantin Bronzit
- Le puits, regia di Jérôme Boulbès

### Premio César onorario
- Darry Cowl
- Charlotte Rampling
- Agnès Varda